# Missa Solene

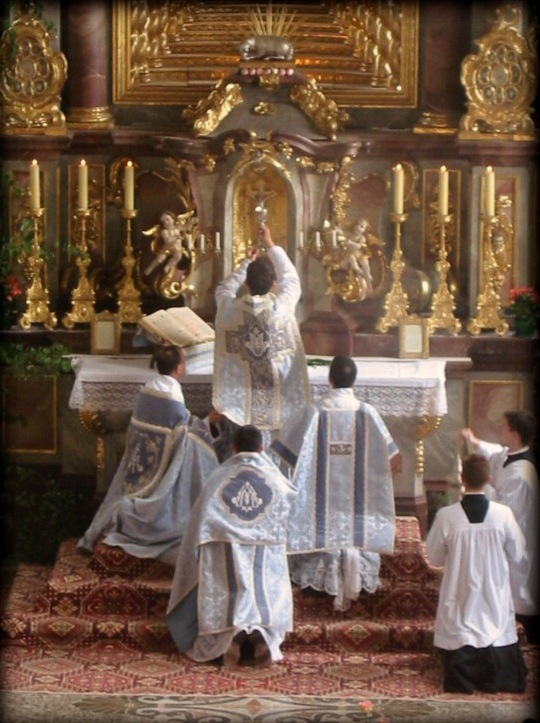
Elevação maior em uma missa solene.

## Na liturgia tridentina
Na liturgia tridentina, Missa Solene (em latim: Missa Solemnis), refere-se a utilização da forma cerimonial completa da missa de Missa tridentina, definida oficialmente no Código de rubricas incluído na edição de 1962 do Missal Romano como sendo celebrada por um sacerdote com um diácono e um subdiácono, que exige que a maior parte das partes da missa sejam cantadas, e o uso de incenso. Assim a Missa Solene distingue-se das Missas Baixa e Missa Cantata.
As funções atribuídas ao diácono e ao subdiácono são muitas vezes feitas por sacerdotes, em vestes adequadas para essas funções. Uma Missa Solene celebrada pelo bispo tem suas próprias cerimônias particulares e é referida como uma Missa Solene Pontifical.
Em inglês, a Missa Solene às vezes chama-se Missa Solene Alta ou simplesmente Missa Alta. e o termo "Missa Solene" é utilizado às vezes para descrever a menos elaborada Missa Cantata, que não possuí diácono e subdiácono e algumas das cerimônias relacionadas com eles.
A Catholic Encyclopedia de 1910 afirma que:
A Missa alta é a norma, é no rito completo com diácono e subdiácono que todas as cerimônias podem ser compreendidas. Assim, as rubricas do Ordinário da Missa sempre supõem que a Missa é alta. A Missa baixo, dita somente por um padre com um servidor, é uma forma abreviada e simplificada da mesma coisa. Seu ritual só pode ser explicado por uma referência à Missa alta. Por exemplo, o celebrante vai para o lado norte do altar para ler o Evangelho, porque é no lado para o qual o diácono vai em procissão na missa alta, ele dá volta sempre pela direita, porque na missa alta não deve virar as costas para o diácono e assim por diante.

## Na liturgia do Concílio Vaticano II
Na Missa do Vaticano II não existe essa distinção. Não há classificação oficial de Missas quanto a liturgia ser cantada ou não: recomenda-se o canto, mas não se impõe. Uma vez que o subdiácono foi abolido na Igreja Latina com a reforma litúrgica, não há previsão de participão de subdiácono no rito novo. Por "missa solene" entende-se atualmente qualquer missa celebrada em datas de  alguma solenidade especial, que podem ser chamadas de festas litúrgicas.

## Em outras comunidades cristãs
Os termos "Missa Solene", "Missa Alta", também são frequentemente utilizados dentro do anglo-catolicismo, em que o cerimonial, e às vezes o texto, são baseadas nas do Rito Sarum ou da Missa tridentina.
Luteranos (principalmente na Europa), por vezes, usam o termo "Missa Solene" para descrever uma forma mais séria do Serviço Divino, geralmente celebrada de uma forma semelhante à de católicos. Exemplos de semelhanças incluem vestimentas, cânticos, e incenso. Congregações luteranas na América do Norte geralmente também celebram as cerimônias da Missa Solene. mas raramente usam a expressão "Missa".